# Phyllomedusa venusta
Phyllomedusa venusta és una espècie de granota que viu a Colòmbia i Panamà.
Està amenaçada d'extinció per la pèrdua del seu hàbitat natural.